# Buffalo Bugs
Ne doit pas être confondu avec Chevalier Ardent.
Pour plus de détails, voir Fiche technique et Distribution.
Hold-up aux carottes ou Buffalo Bugs (Buckaroo Bugs) est un cartoon de la série Looney Tunes réalisé par Bob Clampett et scénarisé par Lou Lilly en 1944 mettant en scène Bugs Bunny et le cow-boy Red Hot Rider. Il fut redoublé en français sous le titre Le Cavalier ardent.

## Synopsis
Bugs apparaît dans ce dessin animé comme « le Maraudeur masqué voleur de carottes » poursuivi par le chasseur de primes Red Hot Rider, qui n'arrive à arrêter son cheval qu'en l'assommant. Bugs, déguisé en Maraudeur, le pille et le met en sous-vêtements à l'aide d'un aimant. Le lapin lui fait son célèbre coup de la description avant d'envoyer Red sur une fausse piste. Bugs lui dépêche un télégramme avant de le faire chuter dans le Grand Canyon.

## Fiche technique
genre : Animation, Comédie